# خرگوشکی
خرگوشکی (قلعه گنج)، روستایی از توابع بخش مرکزی شهرستان قلعه‌گنج در استان کرمان ایران است.

## جمعیت
این روستا در دهستان سرخ قلعه قرار دارد و براساس سرشماری مرکز آمار ایران در سال ۱۳۸۵، جمعیت آن ۷۶ نفر (۲۳خانوار) بوده‌است.